# Tuttle (Oklahoma)
Tuttle és una ciutat dels Estats Units a l'estat d'Oklahoma. Segons el cens del 2000 tenia 4.294 habitants.

## Demografia
Segons el cens del 2000, Tuttle tenia 4.294 habitants, 1.585 habitatges, i 1.272 famílies. La densitat de població era de 56,9 habitants per km².
Dels 1.585 habitatges en un 38,5% hi vivien nens de menys de 18 anys, en un 67,9% hi vivien parelles casades, en un 9,1% dones solteres, i en un 19,7% no eren unitats familiars. En el 16,3% dels habitatges hi vivien persones soles el 6,8% de les quals corresponia a persones de 65 anys o més que vivien soles. El nombre mitjà de persones vivint en cada habitatge era de 2,69 i el nombre mitjà de persones que vivien en cada família era de 3,02.
Per edats la població es repartia de la següent manera: un 26,7% tenia menys de 18 anys, un 8,5% entre 18 i 24, un 27,7% entre 25 i 44, un 26,4% de 45 a 60 i un 10,7% 65 anys o més.
L'edat mediana era de 37 anys. Per cada 100 dones de 18 o més anys hi havia 92,4 homes.
La renda mediana per habitatge era de 40.396 $ i la renda mediana per família de 48.682 $. Els homes tenien una renda mediana de 35.599 $ mentre que les dones 25.850 $. La renda per capita de la població era de 18.250 $. Entorn del 4,5% de les famílies i el 5,8% de la població estaven per davall del llindar de pobresa.

## Poblacions més properes
El següent diagrama mostra les poblacions més properes.